# Стихійне лихо

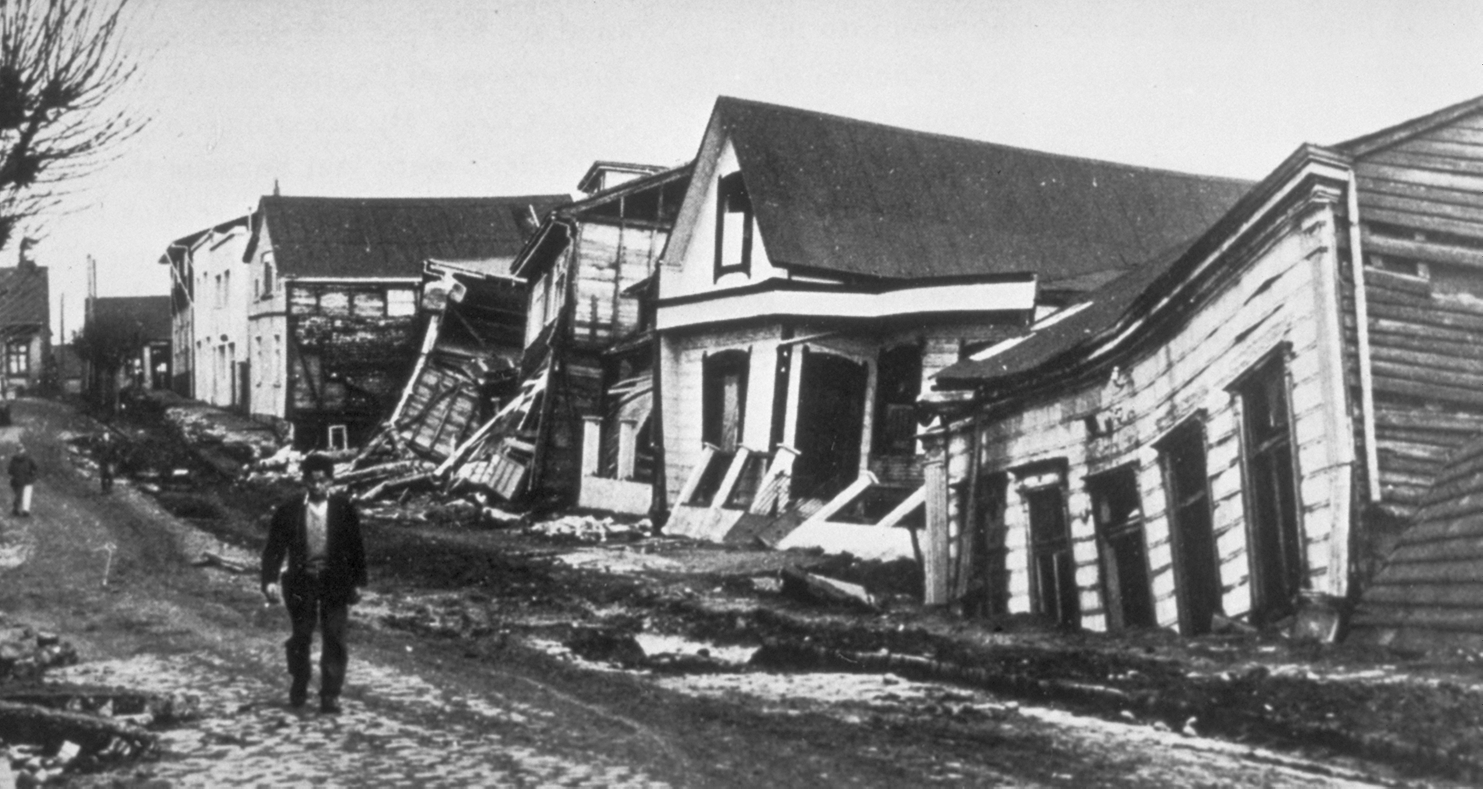
Великий чилійський землетрус 1960 року

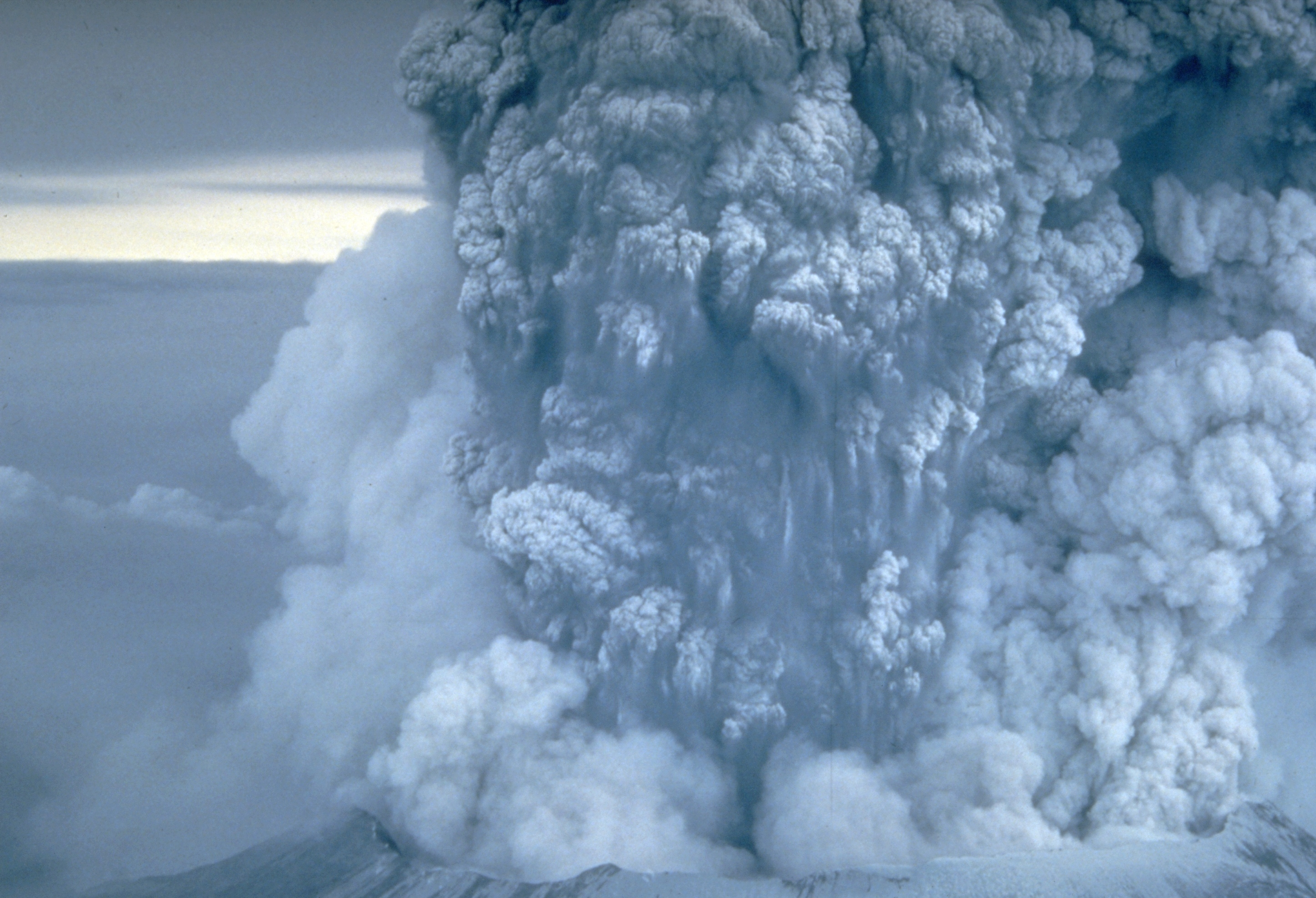
Виверження вулкана Сент-Хеленс

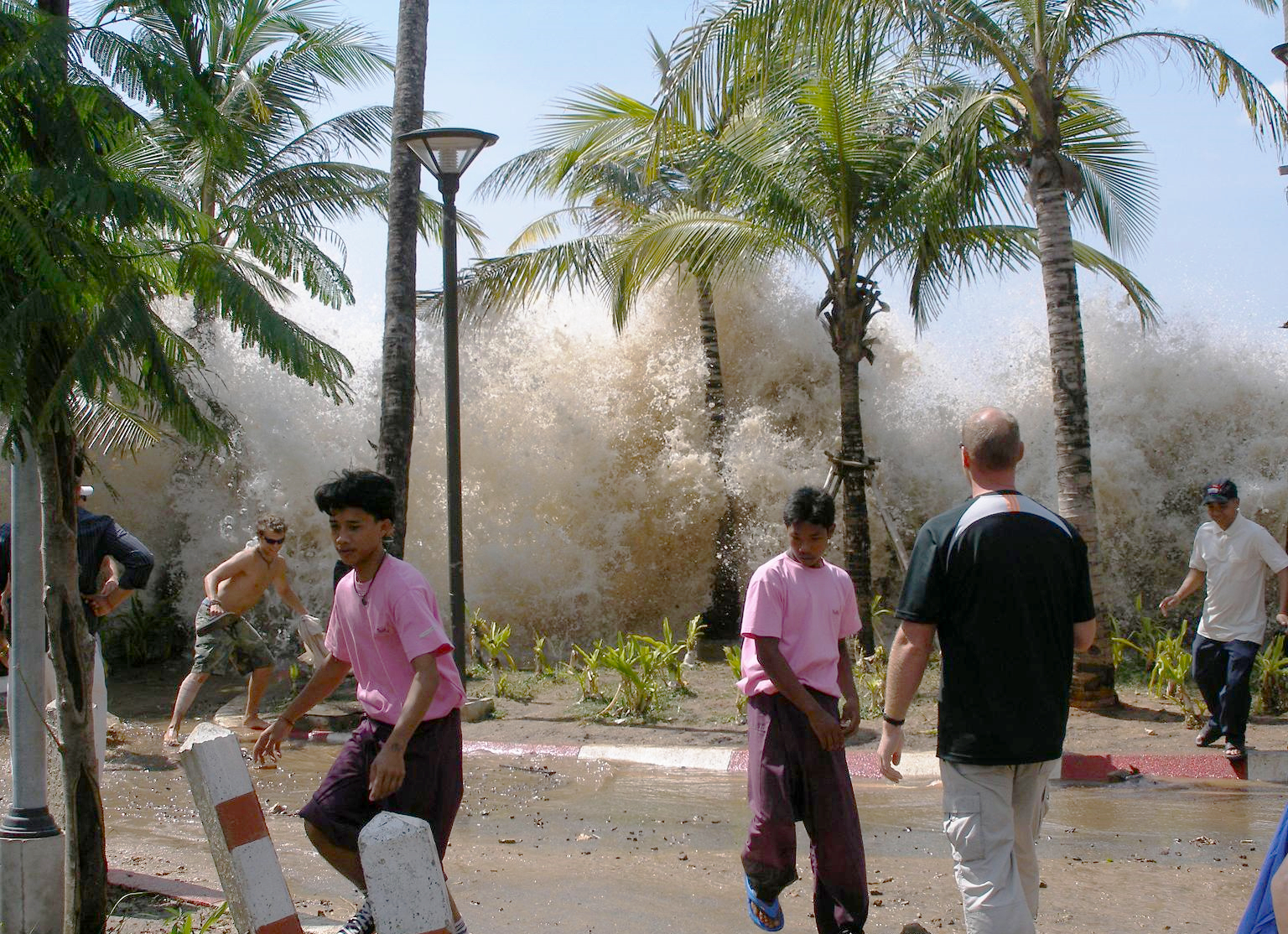
Землетрус в Індонезії 2004 року призвів до руйнівного цунамі.

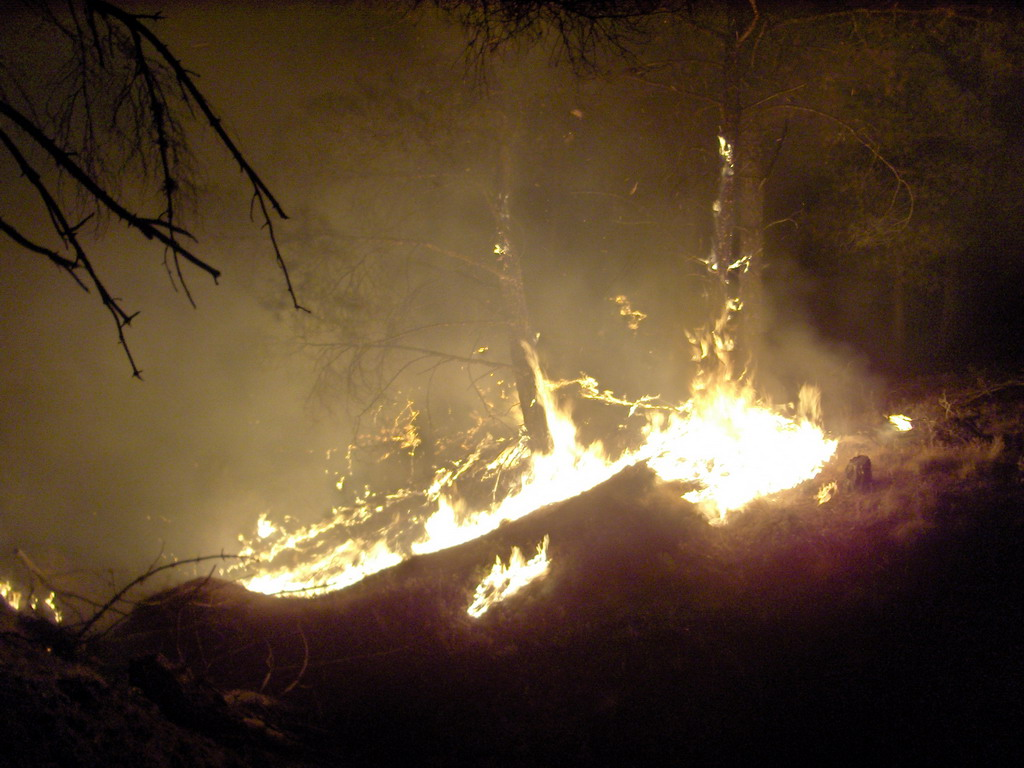
Лісова пожежа в Греції

Стихíйне ли́хо, катаклізм — це надзвичайне природне явище, що діє з великою руйнівною силою, завдає значної шкоди районові, де відбувається, порушує нормальну життєдіяльність населення, знищує матеріальні цінності.
Стихійні лиха можуть виникати як незалежно одні від одних, так і пов'язано: одне з них може спровокувати інше. Деякі зі стихійних лих часто виникають внаслідок діяльності людини (наприклад, лісові та торф'яні пожежі, виробничі вибухи в гірській місцевості, під час будівництва гребель, закладки (розробки) кар'єрів, що часто призводить до зсувів, снігових лавин, обвалів льодовиків тощо).
Незалежно від джерела виникнення, стихійні лиха характеризуються значними масштабами й різною тривалістю — від декількох секунд і хвилин (землетруси, снігові лавини, лімнологічні катастрофи) до декількох годин (селі), днів (зсуви) і місяців (повені).

## Загальний опис
Стихійне лихо — екстремальне явище природи катастрофічного характеру, що приводить до раптового порушення нормальної діяльності людей. Характерними рисами стихійного лиха є його непередбачуваність і зазвичай неможливість своєчасно запобігти.
Стихійне лихо часто супроводжується руйнуванням матеріальних цінностей і жертвами серед населення. Стихійне лихо оцінюють за кількістю жертв і масштабами руйнувань, в ненаселених місцях — за ступенем порушення природного середовища: рельєфу, рослинності, тваринного світу, а також за площею охоплення.
За місцем локалізації стихійні лиха поділяють на:
- Літосферні (виверження вулканів, землетруси, зсуви, селі);
- Гідросферні (повені, снігові лавини, шторми);
- Атмосферні (урагани, зливи, ожеледі, блискавки).

До стихійного лиха належать виверження вулканів, землетруси, цунамі, обвали, селі, лавини, повені, урагани, тайфуни, смерчі, смог, град, блискавки, лісова пожежа тощо. Злива, снігопад, заморозок, ожеледиця та інші явища, що відбуваються постійно, можуть мати характер стихійного лиха у випадку раптового різкого настання або за незвичайно високої інтенсивності. Найнебезпечнішим стихійним лихом вважають циклони, тайфуни, посухи і перетворення місцевості на пустелю.

## Основні види

### Літосферні
Землетруси — підземні поштовхи у земній корі чи верхній частині мантії, що викликають коливання земної поверхні, спричиняють деформацію земної кори та деформування чи руйнування інженерних споруд. Ділянка підземного удару викликає пружні коливання (сейсмічні хвилі), що поширюються по землі у всіх напрямках. Ділянку землі, із якої виходять хвилі землетрусу, називають центром, а розташовану на поверхні землі ділянку — епіцентром землетрусу.
Землетруси охоплюють великі території і характеризуються руйнуванням будівель і споруд, під уламки яких потрапляють люди; виникненням масових пожеж і виробничих аварій; затопленням населених пунктів і цілих районів; отруєнням газами при вулканічних виверженнях; ураженням людей і руйнуванням будівель уламками вулканічних гірських порід; ураженням людей і виникненням осередків пожеж у населених пунктах від вулканічної лави; провалом населених пунктів при обвальних землетрусах; руйнуванням і змиванням населених пунктів хвилями цунамі; негативною психологічною дією.
Сейсмоактивні зони оточують Україну на південному заході і півдні. Це зони: Закарпатська, Вранча, Кримсько-Чорноморська та Південно-Азовська. У сейсмічному плані найнебезпечнішими областями в Україні є Закарпатська, Івано-Франківська, Чернівецька, Одеська та Автономна Республіка Крим.
Попередити землетруси точно поки що неможливо. Прогноз справджується лише у 80 випадках і має орієнтовний характер. Серед усіх стихійних лих, за даними ЮНЕСКО, землетруси посідають перше місце у світі за заподіяною економічною шкодою і кількістю загиблих.
Вулканізм — сукупність явищ, обумовлених проникненням магми з глибини землі на її поверхню.
Процеси грязьового вулканізму локалізовані у південній частині території України.
Матеріальні втрати від вивержень грязьових вулканів досить значні — знищуються будівлі, селища тощо. Активні вулкани виділяють пари ртуті, вміст якої в атмосферному повітрі під час виверження зростає на 1—2 порядки. Це призводить до виникнення геохімічних аномалій, шкідливих для здоров'я людини.
Сель — стрімкий потік великої руйнівної сили на басейнах гірських річок, що складається із суміші води та крихких, ламких порід і виникає внаслідок інтенсивних дощів чи танення снігу, а також прориву завалів і морен.
Причинами виникнення селевих потоків майже завжди є сильні зливи, інтенсивне танення снігу та льоду, розмив гребель водойм, а також землетруси та виверження вулканів. Виникненню їх сприяють і антропогенні фактори: вирубка лісів і деградація ґрунтів на гірських схилах, вибухи гірських порід при прокладанні доріг, роботи у кар'єрах, неправильна організація обвалів та підвищена загазованість повітря, що згубно діє на ґрунтово-рослинний покрив.
Процес виникнення і розвитку селів проходить три етапи: перший — накопичення в руслах селевих басейнів рихлого матеріалу за рахунок вивітрювання гірських порід та гірської ерозії; другий — переміщення рихлих гірських матеріалів по гірських руслах з підвищених ділянок у нижчі; третій — розосередження селевих виносів у гірських долинах.
Рух селів — це суцільний потік із каміння, бруду та води. Вони мають у своєму складі тверді матеріали (10—75 % від всього об'єму) і рухаються зі швидкістю від 2 до 10 м/с. Об'єми селевого потоку можуть досягати сотень тисяч-мільйонів кубічних метрів, а розміри уламків — до 3—4 м в поперечнику і масою до 100—200 тонн. Передній фронт селевої хвилі створює «голову», висота якої може досягати 25 метрів.
За складом розрізняють потоки грязьові — суміш води, невеликої кількості землі та дрібного каміння; грязе-кам'яні — суміш води, гравію, гальки та невеликого каміння; водо-кам'яні — суміш води з камінням великого розміру.
За потужністю (об'ємом) вони можуть бути катастрофічні, потужні, середньої та малої потужності. Катастрофічні характеризуються виносом матеріалу понад 1 млн м³ і спостерігаються, як правило, на земній кулі один раз в ЗО—50 років. Потужні виносять матеріал об'ємом в 100 м³ і виникають рідко. При селях малої потужності виноситься матеріалу близько 10 тис. м³, і виникають такі селі щорічно, іноді по декілька разів на рік.
Карстове провалля — западина на поверхні землі, яка виникла внаслідок розчинення гірських порід поверхневими чи підземними водами. Це явище пов'язане з розчиненням природними водами гірських порід. В деяких областях України рівень ураження карстовими процесами сягає 60—100 % території. Характерними є явища карбонатного, сульфатного, соляного карсту. Особливу небезпеку викликають ділянки розвитку відкритого карсту (вирви, колодязі, провалля).
Зсуви — зміщення мас гірських порід вниз по схилу під дією сили земного тяжіння без втрати контакту з нерухомою основою на нижчий гіпсометричний рівень. Вони характерні для зон тектонічних зрушень, високих терас, схилів ерозійних систем, рік та водосховищ. Зсуви є одним із найнебезпечніших і дуже поширених природних явищ.
Зсуви можуть бути викликані як природними, так і штучними (антропогенними) причинами. До природних належать: збільшення крутизни схилів, підмив їх основи морською чи річковою водою, сейсмічні поштовхи та інше. Штучними причинами є руйнування схилів дорожніми канавами, надмірним виносом ґрунту, вирубкою лісів, неправильним вибором агротехніки для сільськогосподарських угідь на схилах та інше. Згідно з міжнародною статистикою, до 80 % сучасних зсувів пов'язано з діяльністю людини (антропогенний фактор).
Обвал — відрив снігових (льодяних) брил або мас гірських порід від схилу чи укосу гір та їх вільне падіння під дією сил тяжіння.
Обвали природного походження спостерігаються у горах, на берегах морів, обривах річкових долин. Це — результат послаблення зв'язаності гірських порід під дією процесів вивітрювання, підмиву, розчинення та дії сил тяжіння. їх виникненню сприяє геологічна будова місцевості, наявність на схилах тріщин та зон дроблення гірських порід.
Осип — це нагромадження щебеню чи ґрунту біля підніжжя схилів.
Райони Карпатських та Кримських гір підпадають під дію обвалів та осипів, деякі з яких мали катастрофічний характер та призвели до людських втрат.
Абразія — це процес руйнування хвилями прибою берегів морів, озер та водосховищ. Абразійний процес найпоширеніший на Чорноморському узбережжі.

### Атмосферні
Сильний дощ — дощ з кількістю опадів понад 50 мм на рівнинній території та 30 мм в гірських районах тривалістю менше 12 годин. В Україні з-поміж стихійних явищ найчастішими є сильні дощі (зливи), які спостерігаються щорічно і поширюються на значні території. Найчастіше вони бувають у Карпатах та горах Криму.
Град — частинки льоду, різні за розмірами, формою і структурною неоднорідністю, що випадають із шарувато-дощових хмар у теплий період року. У 40 % випадків випадання граду спостерігається дрібний інтенсивний град.
Сильна спека — підвищення температури повітря до плюс 35 °С і вище. В степовій зоні щорічно буває сильна спека з температурою понад З0 °С, причому в деякі роки вона перевищує 40 °С. Нижчою вона буває в зонах Полісся та лісостепу.
Суховії — це вітри з високою температурою і низькою відносною вологістю повітря. Під час суховіїв посилюється випаровування, що при нестачі вологи у ґрунті часто призводить до в'янення та загибелі рослин. Найбільше зазнає дії суховіїв степова зона, а також частково зона лісостепу.
Посухи — тривала та значна нестача опадів, частіше при підвищеній температурі та низькій вологості повітря, що викликає зниження запасів вологи у ґрунті і, як наслідок, погіршення росту, а іноді і загибель рослин. Найчастіше вони бувають на півдні степової зони. В більшості випадків мають локальний характер і дуже рідко охоплюють площі до 30—50 % території України.
Ураган — це вітер силою 12 балів за шкалою Бофорта. На більшій частині території України вітри зі швидкістю понад 25 м/с бувають майже щорічно.
Циклони — область низького тиску в атмосфері з мінімумом у центрі. Погода при циклонах переважно похмура з сильними вітрами. За своїми властивостями, походженням та наслідками вони схожі на тропічні урагани.
Шквали — короткочасне різке збільшення швидкості вітру, що супроводжується зміною його напряму. Це різке короткочасне (хвилини і десятки хвилин) посилення вітру, іноді до 30—70 м/с, зі зміною його напряму, найчастіше це явище спостерігається під час грози.
Смерчі — сильний вихор, який опускається з основи купчасто-дощової хмари у вигляді темної вирви чи хобота і має майже вертикальну вісь, невеликий поперечний перетин і дуже низький тиск у центральній його частині. Найменш досліджене, але найбільш руйнівне явище. Він супроводжується грозою, дощем, градом і якщо досягає поверхні землі, майже завжди завдає значних руйнувань, вбираючи у себе воду та предмети, які трапляються на його шляху, піднімаючи їх високо над землею і переносячи на значні відстані. Звичайно смерчі завдають значних збитків господарству і призводять до людських жертв.
Пилові бурі — довготривале перенесення значної кількості пилу та піску сильним вітром зі швидкістю понад 15 м/с, тривалістю понад 12 годин. Це складні атмосферні явища, що знищують поверхню ґрунту. Типове явище у зораних степах, яке завдає значної шкоди сільському господарству. Пилові бурі за кольором та складом пилу, який переноситься, бувають: чорні (чорноземи); бурі та жовті (суглинок, супісок); червоні (суглинки з домішками окисів заліза) та білі (солончаки). Дуже часто бувають короткочасні чорні бурі тривалістю до однієї години, велика кількість їх також може бути тривалістю від 10 до 12 годин, і порівняно рідко такі бурі бувають тривалістю понад добу. Червоні бурі тривають довше — протягом декількох днів. Висота підйому пилу може досягати 2—3 км, але найчастіше — 1—1,5 км. В зимово-весняний період у центральних та південних областях України спостерігаються сніжно-пилові бурі.
Сильні снігопади — інтенсивне випадання снігу у кількості понад 20 мм за період менше 12 годин (визначається шаром талої води), що призводить до значного погіршення видимості та припинення руху транспорту.
Сильні морози — зниження температури повітря до мінус 30 °С і нижче.
Сильні ожеледі — шар щільного матового чи прозорого льоду діаметром понад 20 мм, що наростає на дротах та наземних предметах внаслідок замерзання крапель дощу, мряки або туману. Ожеледь виникає на земній поверхні та на предметах при намерзанні переохолоджених крапель дощу або туману, частіше при температурі повітря трохи нижче 0 °С. Визначальним фактором небезпеки ожеледі є не так інтенсивність, як тривалість цього явища. Сильна ожеледь триває близько 12 годин, іноді до 2 діб.
Тумани — явища, що погіршують видимість на шляхах, створюють перешкоди для роботи різних видів транспорту, сприяють забрудненню повітря.
Лісові пожежі — неконтрольоване горіння на землях лісового фонду. Вони виникають, в основному, з вини людини та внаслідок дії деяких природних чинників (грози, вулканічної діяльності).
Залежно від характеру горіння, швидкості поширення вогню та розмірів пошкодження лісу, розрізняють чотири категорії лісових пожеж: низові (або низинні), верхові (або повальні), підземні (торф'яні або ґрунтові) та пожежі дуплистих дерев. Найпоширеніші низові пожежі, частка яких становить близько 80 % з усіх випадків можливих пожеж.
Торф'яна пожежа — загоряння висушеного торфовища внаслідок природних чинників або викликане штучно. Вони часто захоплюють величезні простори і дуже важко піддаються гасінню. Небезпека їх у тому, що горіння виникає під землею, створюючи порожні місця у торфі, який уже згорів, і в ці порожнини можуть провалюватися люди й техніка.

### Гідросферні
Гідрологічними небезпечними явищами, що мають місце в Україні, є: повені (басейни річок); селі (Карпатські та Кримські гори); маловоддя (річки України); крім того, вздовж узбережжя та в акваторії Чорного й Азовського морів трапляються небезпечні підйоми та спади рівня моря.
Повідь, повіддя, повінь — стихійне лихо, що виникає, коли вода виходить за межі звичайних для неї берегів і затоплює значні ділянки суходолу. Терміни «повінь» та «повідь» у повсякденній мові вживають як синоніми. У гідрології повенями називають регулярні розливи водойм, які повторюються зазвичай щороку, і часто не спричиняють стихійного лиха. Нерегулярні розливи називаються паводками.
Зазвичай причиною повені є значне підвищення рівня води. На річках це трапляється внаслідок збільшення притоку води, внаслідок танення снігів, дощів тощо. На озерах чи водосховищах — внаслідок перевищення притоку води над витоком. Часом причиною повені може стати вітер, який «наганяє» воду. Ще однією причиною підйому води може стати утруднення витоку внаслідок технічних несправностей на штучних водоймах чи природних гребель, що часом утворюються на гірських річках внаслідок зсувів (зазвичай після землетрусів). Ще однією причиною повені може стати прорив води на рівнину, рівень якої розташований нижче рівня води. Подібні повені зазвичай трапляються внаслідок прориву дамб, або ж зміни річкового русла.
Список з найбільш смертоносних поводей у всьому світі, показані події з загиблими число яких перевищило 100 000 осіб.
| Число загиблих      | Подія                                         | Розташування      | Дата |
| ------------------- | --------------------------------------------- | ----------------- | ---- |
| 2 500 000-3 700 000 | Поводі у Китаї (1931)                         | Китай             | 1931 |
| 900 000-2 000 000   | Повідь на річці Хуанхе 1887 року              | Китай             | 1887 |
| 500 000—700 000     | Повідь на річці Хуанхе 1938 року              | Китай             | 1938 |
| 231 000             | Прорив греблі Банджао, внаслідок тайфуну Ніна | Китай             | 1975 |
| 230 000             | Землетрус в Індонезії 2004 року               | Індонезія         | 2004 |
| 145 000             | Повідь на річці Янцзи 1935 року               | Китай             | 1935 |
| 100 000+            | Повідь св. Фелікса, штормовий нагон (води)    | Нідерланди        | 1530 |
| 100 000             | Повідь в м. Ханой та в дельті Червоної річки  | Північний В'єтнам | 1971 |
| 100 000             | Повідь на річці Янцзи 1911 року               | Китай             | 1911 |

## Економічні наслідки стихійних лих

### Найдорожчі стихійні лиха 21 століття[7]
| № п/п | Рік  | Стихійне лихо                                 | Економічний збиток        | Людські жертви | Руйнування                                                                         | Примітки |
| ----- | ---- | --------------------------------------------- | ------------------------- | -------------- | ---------------------------------------------------------------------------------- | --- |
| 1     | 2011 | Великий тохокуський землетрус                 | 294,3 млрд дол.           | 18800          | 0,5 млн людей лишились без житла                                                   | Землетрус спровокував аварію на АЕС «Фукусіма-1»                                                                          |
| 2     | 2008 | Сичуанський землетрус 2008                    | 191,9 млрд дол.           | 69 000         | 4,8 млн людей лишились без житла, понад 1,5 млн будинків пошкоджено або зруйновано | |
| 3     | 2005 | Ураган Катріна                                | 108 млрд дол.             | 1 800          | Понад 1,2 млн будинків було пошкоджено або зруйновано.                             | Затоплений Новий Орлеан і прилеглі території.                                                                             |
| 4     | 2012 | Ураган Сенді                                  | від 50 до 71 млрд дол.    | 132            | 305 тис. будинків зруйновані, або серйозно пошкоджені.                             | Постраждали США і 7 країн Карибського регіону                                                                             |
| 5     | 2004 | Землетрус в Індійському океані 2004           | 34 млрд дол.              | 250 000        |                                                                                    | Викликав сильний цунамі. Постраждало 15 країн                                                                             |
| 6     | 2010 | Чилійський землетрус 2010                     | 27,3 млрд дол.            | 500            | Зруйновано 500 тис. будинків                                                       | |
| 7     | 2002 | Повінь в Європі 2002                          | від 15 до 20 млрд євро    | 230            |                                                                                    | Постраждало 13 країн Європи                                                                                               |
| 8     | 2010 | Землетрус на Гаїті 2010                       | від 7,2 до 13,2 млрд дол. | 220 000        | Понад 1 млн людей лишились без житла                                               | Майже повністю зруйнована столиця Порт-о-Пренс. Збиток одного порядку з річним ВВП країни                                 |
| 9     | 2010 | Виверження вулкана Ейяф'ятлайокютль 2010 року | 7,3 млрд дол.             | —              | —                                                                                  | Жертв і руйнувань не було                                                                                                 |
| 10    | 2010 | Природні пожежі в Росії (2010)                | 2,8 млрд дол.             | 50             | згоріло 2500 будинків, повністю або частково знищено понад 127 населених пунктів   | Згоріли ліси на площі понад 2,3 млн га, в країні було зафіксовано зростання смертності на 17,5 % у липні-серпні 2010 року |

## Ліквідація наслідків стихійного лиха
Питання, пов'язані зі зменшенням збитків та ліквідацією наслідків стихійного лиха, вирішує комплекс державних служб, об'єднаних під назвою цивільна оборона. Загалом завдання цивільної оборони ширші, включно із захистом населення від катастроф техногенного походження, епідемій тощо. Серед заходів, спрямованих на зменшення шкоди від стихійного лиха, важливу роль відіграють підготовка й навчання населення, організація роботи рятувальних служб, створення відповідної інфраструктури, евакуація населення із районів стихійного лиха. У випадку стихійного лиха значних масштабів держава може оголосити в певних районах надзвичайний стан.
Ліквідація наслідків будь-яких стихійних лих полягає в наступних діях:
- оповіщення державних служб та населення про небезпеку стихійного лиха;
- організація управління рятувальними силами в районі лиха;
- ведення розвідки та встановлення ступеня і масштабів руйнувань, затоплення та інших даних;
- виявлення об'єктів і населених пунктів, яким загрожують наслідки стихійного лиха;
- визначення складу, чисельності сил і засобів, які залучаються для рятувальних та інших робіт;
- організація медичної допомоги потерпілим і евакуації їх у лікувальні заклади, виведенні населення в безпечні місця та його розміщенні;
- забезпечення громадського порядку в районі лиха;
- організація матеріального, технічного і транспортного забезпечення та інших заходів, спрямованих на підготовку рятувальних робіт; * ліквідацію наслідків стихійного лиха.